# Historia de Seychelles

La localización de las islas hizo que franceses y británicos se las disputaron durante la Edad Moderna.

La Historia de Seychelles empieza para los exploradores occidentales a principios del siglo XVI. Los primeros exploradores que alcanzaron las Seychelles fueron los portugueses pero fue Francia quien colonizó la isla. Tras las Guerras Napoleónicas pasaron a manos del Reino Unido en 1814, quien les otorgó el estatus de colonia en 1903. En 1976 logró la independencia y se convirtió en una república de la Commonwealth. Tras una primera etapa democrática, tras un golpe de Estado orquestado por el primer ministro estableció un sistema unipartidista de orientación socialista en 1977, hasta que en 1993 se restableció la democracia.

## Primeros exploradores y dominio francés
Las islas fueron divisadas por Vasco de Gama en 1502 y aparecieron en las cartas de navegación portuguesas en 1505, aunque las islas podrían haber sido visitadas con anterioridad por austronesios o mercaderes árabes. Sin embargo, las islas permanecieron deshabitadas por más de 150 años tras ser descubiertas. Al encontrarse en un punto estratégico para el comercio entre Asia y Europa, las islas fueron empleadas por los piratas como refugio hasta que los franceses tomaran el control del archipiélago. En 1742, el gobernador francés de Isla Mauricio, Bertrand-François Mahé de La Bourdonnais envió una expedición a las islas. Una segunda expedición enviada en 1756 formalizó el dominio francés sobre las islas y les dio su actual nombre en honor al ministro de finanzas de Luis XV Jean Moreau de Séchelles. La nueva colonia francesa no prosperó en sus primeras décadas de vida y no fue hasta 1794 cuando floreció bajo el mando de Jean-Baptiste Quéau de Quincy.

## Colonia británica
Durante las Guerras Napoleónicas las islas cambiaron de manos en diversas ocasiones. El Reino Unido controló las islas entre 1794 y 1811, para convertirse definitivamente en posesión británica tras el Tratado de París de 1814. Desde la fundación de la colonia francesa hasta 1903, la colonia de las Seychelles fue una dependencia de Mauricio, que también pasó de manos francesas a británicas en 1814.
En 1888 un administrador, un consejo de administración y ejecutivo independiente del de Mauricio fue establecido en el archipiélago de las Seychelles. Nueve años después del establecimiento  del nuevo administrador, éste adquirió plenos poderes y se convirtió en gobernador de la nueva Colonia de las Seychelles. El 31 de agosto de 1903 las Seychelles pasaron a ser una Colonia de la Corona británica.
Francia volvió a comprar en 1958 las Islas Gloriosas al Reino Unido, que formaron parte de las Islas Dispersas del Océano Índico.

## La Independencia

Bandera nacional de Seychelles, establecida tras la independencia en 1976.

En marzo de 1970, representantes y políticos seychellenses se reunieron en Londres para realizar una convención sobre la Constitución de las islas. En la reunión participaron el Partido Democrátrico de las Seychelles (Seychelles Democtaric Party, en inglés: SPD) de James Mancham, quien abogaba por una mayor integración en el Reino Unido, y el Partido Unido del Pueblo de Seychelles (Seychelles People's United Party, SPUP, de France-Albert René), que promovía la independencia. Las elecciones celebradas en noviembre de 1970 trajeron a las islas una nueva constitución con Mancham como Ministro Principal. En abril de 1974 se celebraron unas nuevas elecciones en las que los dos partidos mayoritarios hicieron campaña por la independencia. Tras estas elecciones se iniciaron conversaciones con el Reino Unido. El 29 de junio de 1976 Seychelles logró la independencia pasando a ser una república independiente dentro de la Commonwealth. James Manchan, quien poco tiempo antes había sido nombrado caballero, se convirtió en el primer presidente del país, con René como primer ministro. Las negociaciones establecidas para lograr la independencia del país también lograron que las islas de Aldabra, Farquhar y Desroches, volvieran a las Seychelles, ya que en noviembre de 1965 el gobierno británico las había transferido al nuevo Territorio Británico del Océano Índico (BIOT).

## El golpe de René y la dictadura
El 5 de junio de 1977, el hasta entonces primer ministro, France-Albert René, protagonizó un golpe de Estado que acabó derrocando al presidente Mancham, quien se marchó al exilio. René creó una república socialista de partido único con el apoyo del Frente Progresista Popular de Seychelles (Seychelles People's Progressive Front (SPPF)).
En 1981 se produjo otro golpe por parte de Mike Hoare y un grupo de mercenarios, pero que no logró tener éxito. Una comisión internacional nombrada en 1982 por el Consejo de Seguridad de Naciones Unidas concluyó que las agencias de seguridad de Sudáfrica habían estado implicadas en el golpe de Estado, incluyendo el suministro de armas y municiones. El gobierno fue derrocado en agosto de 1982 por un motín de las tropas, pero esta rebelión fue sofocada dos días más tarde por tropas leales al presidente con el apoyo de tropas tanzanas.

## El regreso a la democracia
El 4 de diciembre de 1991 el presidente René anunció en un Congreso Extraordinario del SPPF el retorno a un sistema multipartidista tras casi 16 años de un sistema de partido único. El 27 de diciembre de 1991 se enmendó la Constitución de Seychelles para permitir la existencia de partidos políticos. Entre los exiliados que retornaron al país se encontraba el anterior presidente James Mancham, quien regresó en abril de 1992 y refundó su partido, esta vez llamado Partido Democrático (Democratic Party, DP). A finales de abril del mismo año se habían registrado ocho partidos políticos para participar en el primer paso de la transición política: la elección de la comisión constitucional que tuvo lugar entre el 23 y 26 de julio de 1992.
La comisión estaba formada por 22 miembros electos, 14 del SPPF y 8 del DP, y empezó a trabajar el 27 de agosto de 1992 con los llamamientos de Manchan y René a una reconciliación nacional y a alcanzar un consenso para la nueva constitución democrática. El 7 de mayo de 1993 se logró un texto consensuado que fue aprobado en referéndum entre el 15 y 18 de junio de ese mismo año. La consulta obtuvo un 73,9 % de los votos a favor y un 24,1 % en contra.
Entre el 23 y 26 de julio de 1993 se celebraron las primeras elecciones presidenciales y legislativas bajo el amparo de la nueva constitución. Las elecciones fueron ganadas por el anterior presidente René. Tres partidos se presentaron a las elecciones, el SPPF, el DP y el UO (United Opposition, Oposición Unida en inglés), una coalición de tres partidos menores, incluyendo el Parti Seselwa. Otros dos partidos de la oposición se presentaron junto al DP. Todos los partidos y observadores internadionales aceptaron los resultados de las elecciones como libres y limpias.
En las elecciones presidenciales del 20-22 de marzo de 1998 se presentaron tres candidatos, René para el SPPF, Mancham para el DP y Wavel Ramkalawan. Las elecciones fueron nuevamente ganadas por René y su SPPF. En estas elecciones la popularidad del presidente René se acrecentó si se compara con la de 1993, pasando de un 59,5 a un 66,6 % en el índice de popularidad y de un 56,5 a un 61,7 % de los votos. René se mantuvo en la presidencia hasta el 14 de abril de 2004. El sucesor de René fue James Alix Michel, quien fue reelegido el 31 de julio de 2006. En 2016 le sucedió Danny Faure.
27 de febrero de 2019, el presidente de Seychelles de 1977 a 2004, France-Albert René, murió a los 83 años.
En las elecciones de 2020, Faure fue derrotado por Wavel Ramkalawan.

## Lista de los gobernadores británicos de Seychelles (1903-1976)
- 1903-1904: Ernest Bickham Sweet-Escott
- 1904-1912: Walter Edward Davidson
- 1912-1918: Charles Richard Mackey O'Brien
- 1918-1921: Eustace Edward Twistleton-Wykeham-Fiennes, Bt.
- 1921-1927: Joseph Aloysius Byrne
- 1927-1928: Malcolm Stevenson
- 1928-1934: De Symons Montagu George Honey
- 1934-1936: Gordon James Lethem
- 1936-1942: Arthur Francis Grimble
- 1942-1947: William Marston Logan
- 1947-1951: Percy Selwyn Selwyn-Clarke
- 1951-1953: Frederick Crawford
- 1953-1959: William Addis
- 1958-1961: John Kingsmill Thorp
- 1962-1967: The Earl of Oxford and Asquith
- 1967-1969: Hugh Selby Norman-Walker
- 1969-1973: Bruce Greatbatch
- 1973-1976: Colin Allan